# Buprestinae
Sous-famille
Les Buprestinae sont une sous-famille d'insectes de l'ordre des coléoptères.

## Dénomination
Cette sous-famille a été décrite par William Elford Leach en 1815, sous le nom de Buprestinae.

## Taxinomie
Il existe plusieurs tribus :
- Actenodini
- Anthaxiini
- Bubastini
- Buprestini
- Chrysobothrini
- Coomaniellini
- Curini
- Epistomentini
- Exagistini
- Julodimorphini
- Kisanthobiini
- Maoraxiini
- Melanophilini
- Melobasini
- Mendizabaliini
- Pterobothrini
- Phrixiini
- Stigmoderini (Lacordaire, 1857)
- Thomassetiini
- Trigonogeniini
- Xenorhipidini

### Genres rencontrés en Europe
- Anthaxia Eschscholtz, 1829
- Buprestis Linnaeus, 1758
- Capnodis Eschscholtz, 1829
- Chalcophora Solier, 1833
- Chalcophorella Kerremans, 1903
- Cyphosoma Mannerheim, 1837
- Dicerca Eschscholtz, 1829
- Eurythyrea Dejean, 1833
- Kisanthobia Marseul, 1865
- Latipalpis Solier, 1833
- Melanophila Eschscholtz, 1829
- Ovalisia Kerremans, 1900
- Perotis Dejean, 1833
- Phaenops Dejean, 1833
- Poecilonota Eschscholtz, 1829
- Sphenoptera Solier, 1833
- Trachypteris Kirby, 1837
- Yamina Kerremans, 1903

### Autres genres
- Belionota Eschscholtz, 1829
- Calodema Laporte & Gory, 1838
- Chrysochroa Dejean, 1833
- Colobogaster Solier, 1833
- Metaxymorpha Parry, 1 848
- Hiperantha Gistel, 1834
- Stigmodera Eschscholtz, 1829